# FN FAL
FAL (tên đầy đủ Fusil Automatique Leger) là một loại súng trường chiến đấu do công ty FN và Vương quốc Anh hợp tác chế tạo. FAL là dạng nguyên thủy ban đầu của SLR. Trong Chiến tranh Lạnh, FAL đã được nhiều quốc gia thuộc Tổ chức Hiệp ước Bắc Đại Tây Dương (NATO) sử dụng, ngoại trừ đáng chú ý là Hoa Kỳ. Đây là một trong những khẩu súng trường được sử dụng rộng rãi nhất trong lịch sử, đã được hơn 90 quốc gia sử dụng. Vì sự phổ biến và được sử dụng rộng rãi trong các quân đội của nhiều nước NATO trong Chiến tranh Lạnh, nó đã được trao danh hiệu "Cánh tay phải của Thế giới Tự do". Nó được trang bị một hộp đạn 30 viên kích cỡ 7.62×51mm NATO (mặc dù ban đầu được thiết kế cho cỡ đạn trung gian.280 của Anh). Các biến thể của FAL được thiết kế lại bởi Anh Quốc, trang bị cho các đơn vị Hoàng gia và được sản xuất theo giấy phép với tên gọi là Súng trường tự nạp L1A1.

## Lịch sử
Năm 1946, nguyên mẫu FAL đầu tiên được hoàn thành. Nó được thiết kế để bắn đạn Kurz 7,92 × 33mm trung gian được phát triển và sử dụng bởi các lực lượng của Đức trong Thế chiến II (với súng trường tấn công Sturmgewehr 44). Sau khi thử nghiệm nguyên mẫu này vào năm 1948, Quân đội Anh đã thúc giục FN chế tạo các nguyên mẫu bổ sung, bao gồm một nguyên mẫu trong cấu hình bullpup, ngăn chặn cỡ đạn trung gian cỡ nòng.280 [7x43mm] mới của họ.Sau khi đánh giá nguyên mẫu bullpup đơn, FN quyết định thay thế trở lại thiết kế ban đầu của chúng để sản xuất trong tương lai.
Năm 1950, Vương quốc Anh đã trình bày súng trường FN được thiết kế lại và EM-2 của Anh, cả hai sủ dụng cỡ đạn .280 của Anh, cho Hoa Kỳ để thử nghiệm so sánh với thiết kế của Quân đội Hoa Kỳ thời bấy giờ của Earle Harvey T25. Người ta hy vọng rằng một hộp đạn và súng trường thông thường có thể được tiêu chuẩn hóa để phát hành cho quân đội của tất cả các quốc gia thành viên NATO. Sau khi thử nghiệm này được hoàn thành, các quan chức Quân đội Hoa Kỳ đề nghị FN nên thiết kế lại súng trường của họ để bắn đạn thử nghiệm ".30 Light Rifle" của Mỹ. FN quyết định phòng ngừa các vụ cá cược của họ với Mỹ, và vào năm 1951, thậm chí đã có một thỏa thuận rằng Hoa Kỳ có thể sản xuất FALs miễn phí bản quyền, cho rằng Vương quốc Anh dường như ủng hộ EM-2 của chính họ.
Quyết định này có vẻ đúng khi Quân đội Anh quyết định áp dụng EM-2 (như Súng trường số 9 Mk1) và đạn.280 của Anh. Quyết định này sau đó đã được hủy bỏ sau khi Đảng Lao động mất cuộc Tổng tuyển cử năm 1951 và Winston Churchill trở lại làm Thủ tướng. Nó được tin [ bởi ai? ] rằng có một "thỏa thuận miệng" giữa Churchill và Tổng thống Hoa Kỳ Harry Truman vào năm 1952 rằng người Anh chấp nhận cỡ đạn .30 Light Rifle là tiêu chuẩn của NATO để đổi lại việc Mỹ chấp nhận FN FAL làm tiêu chuẩn NATO. Cỡ đạn .30 Light Rifle trên thực tế sau đó được tiêu chuẩn hóa thành 7.62×51mm NATO; tuy nhiên, Mỹ khăng khăng đòi tiếp tục thử súng trường. FAL sử dụng cỡ đạn.30 Light Rifle đựoc so sánh với T25 được thiết kế lại (hiện được thiết kế lại là T47) và một biến thể M1 Garand, T44. Cuối cùng, T44 đã chiến thắng rồi trở thành M14. Tuy nhiên, trong thời gian đó, hầu hết các quốc gia NATO khác đã đánh giá và lựa chọn FAL thành súng trường tiêu chuẩn.
FN có thể coi là súng trường chiến đấu thời kỳ hậu chiến tranh cổ điển. Chính thức được giới thiệu bởi nhà thiết kế Dieudonné Saive vào năm 1951, và được sản xuất hai năm sau đó, nó đã được mô tả là "Cánh tay phải của thế giới tự do".
Khi so sánh khẩu súng này với đối thủ phe Hiệp Ước Warsaw là khẩu AK-47, ta có thể thấy mỗi khẩu được hàng chục quốc gia chế tạo và sản xuất ở nhiều nước trong số đó. Một số ít, như Israel và Nam Phi, đã sản xuất và sử dụng cả hai thiết kế ở nhiều thời điểm khác nhau. Nhưng không giống như súng trường tấn công AK-47 của Liên Xô sử dụng đạn trung gian 7,62x39mm, FAL sử dụng hộp đạn súng trường 7,62x51mm nặng hơn. Kết quả là FN FAL dài và nặng hơn nhiều so với AK-47. Súng có tầm bắn và độ chính xác cao hơn khi bắn phát một, nhưng khi bắn liên thanh thì nó kém chính xác hơn AK-47 do độ giật cao.

## Thiết kế
FAL hoạt động bằng nguyên lý trích khí ngắn rất giống khẩu SVT-40. Hệ thống khí được điều khiển bởi một pít-tông ngắn, lò xo đặt phía trên nòng súng, và cơ chế khóa là cái được gọi là breechblock nghiêng. Để khóa viên đạn, nó giảm xuống một bờ vai vững chắc của kim loại trong nhận giống như khóa nòng của khẩu SKS của Liên Xô và MAS-49 của Pháp . Hệ thống gas được trang bị bộ điều chỉnh khí phía sau đầu ruồi phía trước, cho phép điều chỉnh hệ thống khí phù hợp với điều kiện môi trường. Hệ thống pít-tông có thể được bỏ qua hoàn toàn, sử dụng phích cắm khí, để cho phép bắn lựu đạn súng trường và vận hành bằng tay.
Dung lượng băng đạn của FAL dao động từ năm đến 30 viên, với hầu hết các băng đạn có cơ số 20 viên. Trong các phiên bản báng cố định của FAL, lò xo hồi vị được đặt trong báng, trong khi ở phiên bản báng gập lò xo được đặt trong hộp khóa nòng, các nắp hộp khóa nòng có phần khác nhau, lò xo hồi vị và thoi nạp đạn và hộp khóa nòng hơn được sửa đổi để thay đổi phần báng.
Súng trường FAL cũng đã được sản xuất ở cả cấu hình nòng nhẹ và nòng dày, với nòng nặng dùng để bắn tự động như một vũ khí hỗ trợ hạng nhẹ hoặc tiểu đội. Hầu hết các FAL nòng dày đều được trang bị bipod, mặc dù một số mẫu nòng nhẹ được trang bị bipod, như StG58 của Áo và G1 của Đức, và một bipod sau đó đã được cung cấp dưới dạng phụ kiện đi kèm.

## Điểm yếu
Trong số các súng trường chiến đấu sử dụng cỡ đạn 7.62×51mm NATO khác vào thời điểm đó, FN FAL có độ giật tương đối nhẹ, do hệ thống trích khí có thể điều chỉnh thông qua bộ điều chỉnh ở phía trước của súng trường. Tuy nhiên, ở chế độ bắn hoàn toàn tự động, FN FAL vẫn có độ giật rất mạnh, nòng súng sẽ nhanh chóng giật lên cao khiến xạ thủ bắn chệch mục tiêu chỉ sau một vài phát đạn, khiến cho việc bắn tự động chỉ mang lại hiệu quả thấp. Có thể nói FN FAL là một khẩu súng tốt nếu bắn ở chế độ bán tự động, nhưng ở chế độ bắn liên thanh tự động thì nó lại kém hiệu quả (vấn đề tương tự như các khẩu súng liên thanh dùng đạn 7,62x51mm như khẩu M14 của Mỹ). Kết quả là nhiều lực lượng quân sự sử dụng FN FAL cuối cùng đã loại bỏ việc huấn luyện vũ khí này ở chế độ bắn hoàn toàn tự động. Thậm chí khẩu L1A1 SLR (phiên bản FN FAL của Anh) còn được sửa đổi để chỉ có thể bắn bán tự động, và nhiều quốc gia khác theo thời gian cũng làm như vậy.
Trong thập niên 1960-1970, Quân đội Israel đã sử dụng FN FAL là súng trường trang bị chính. Quân nhân Israel nhanh chóng nhận ra khẩu AK-47 của quân Ả Rập có hiệu quả chiến đấu cao hơn FN FAL do gọn nhẹ hơn, độ giật khi bắn liên thanh cũng thấp hơn nhiều. Do vậy, Israel đã dựa trên khẩu RK-62 (một phiên bản của AK-47)để chế tạo ra khẩu IMI Galil nhằm thay thế cho FN FAL. Hiện nay, FN FAL chỉ còn được trang bị cho lực lượng dự bị của Israel, còn lực lượng chính quy của họ sử dụng khẩu M4 được Mỹ viện trợ.
Quân đội Ấn Độ cũng từng sử dụng cả AK-47 và FN FAL. Theo thời gian, họ nhận ra FN FAL bộc lộ nhiều nhược điểm, bao gồm lực giật quá mạnh khi bắn liên thanh. Vào giữa những năm 1980, quân đội Ấn Độ quyết định thay thế khẩu súng này bằng khẩu INSAS (phiên bản Ấn Độ của khẩu AK-47), ngoài ra Ấn Độ đã quyết định mua 100.000 khẩu AKM từ Nga, Hungary, Romania và Israel trong gian đoạn 1990 - 1992.
Khi các nước NATO chuyển sang sử dụng loại đạn 5,56×45mm NATO nhỏ hơn cho súng trường, khẩu FN FAL bắt đầu bị loại bỏ với việc quốc gia chính là Vương quốc Anh quyết định ngừng sử dụng súng vào năm 1986. Những cố gắng để chuyển đối FN FAL để sử dụng đạn 5,56mm (còn có tên là CAL) đã không thành công và các nước khác cũng dần loại bỏ nó ra khỏi quân đội. Ngày nay, chỉ một vài nước đang phát triển vẫn còn sử dụng FN FAL và con số đó vẫn đang giảm xuống.

## Các biến thể

### Các biến thể sản xuất FN
Tùy thuộc vào biến thể và quốc gia áp dụng, FAL được ban hành dưới dạng chỉ bán tự động hoặc lựa chọn chế độ bắn (có khả năng cả hai chế độ bắn bán tự động và hoàn toàn tự động).

#### LAR 50,41 & 50,42 (FAL HBAR & FALO)
- Còn được gọi là FALO như một tên viết tắt từ Fusil Automatique Lourd của Pháp;
- Nòng súng dày để bắn liên tục với hộp tiếp đạn 30 viên làm súng máy cấp tiểu đội;
- Được biết đến ở Canada với tên gọi C2A1, đây là vũ khí tự động chính của tiểu đội cho đến khi nó bị loại biên trong những năm 1980 để thay bằng C9, có độ chính xác cao hơn và số đạn mang theo hơn so với C2;
- Được biết đến với Quân đội Úc với tên L2A1, nó được thay thế bằng FN Minimi. FAL L2A1 hoặc 'nòng nặng' được một số quốc gia Khối thịnh vượng chung sử dụng và thường xuyên gặp phải lỗi không nạp được đạn được sau khi bắn hai viên đạn từ một băng đạn đầy khi ở chế độ tự động.[ cần dẫn nguồn ]
- 50,41 được trang bị một báng làm bằng vật liệu tổng hợp, trong khi báng của 50,42 được làm từ gỗ.

#### FAL 50.61 (FAL FS)
- Báng gấp, chiều dài nòng tiêu chuẩn 533 mm (21,0 in).

#### FAL 50.62 (FAL PARA)

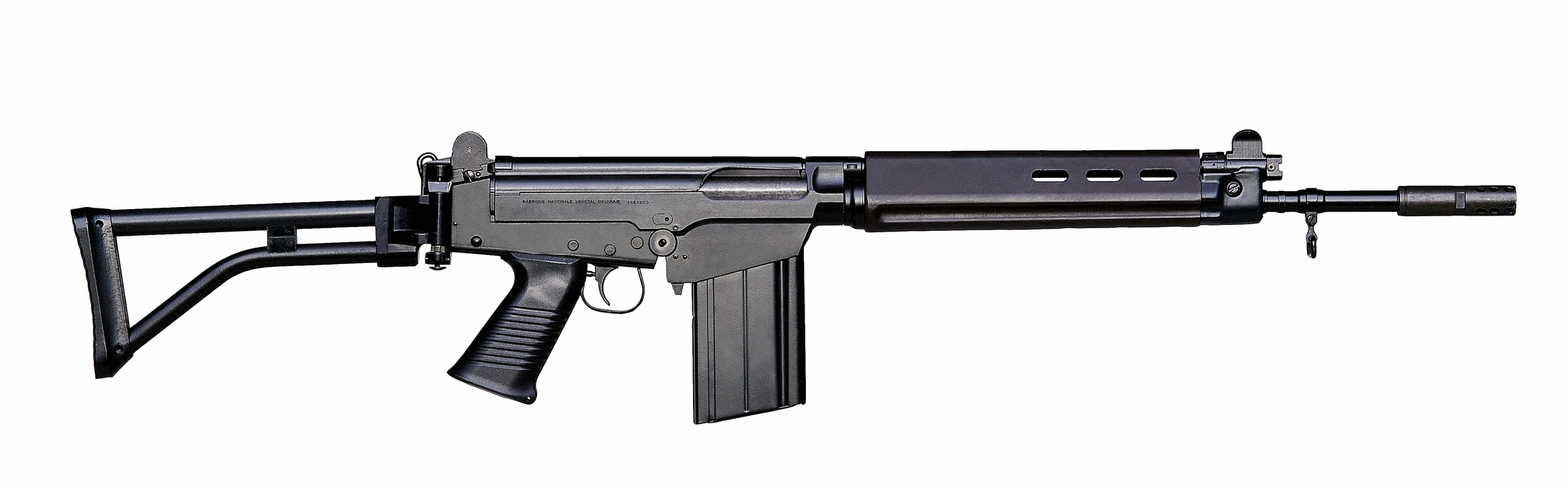
FAL Para

- Có báng gấp, nòng ngắn hơn 458 mm (18,03 inch), phiên bản nhảy dù và tay cầm sạc gấp.

#### FAL 50.63 (FAL PARA 2)
- Có báng hàng gấp, nòng ngắn 436 mm (17,16 inch) dành cho lính dù với chốt lên đạn gấp. Phiên bản ngắn hơn này được yêu cầu bởi lính nhảy dù Bỉ. Nắp hộp khóa nòng không bị cắt cho tay cầm mang, chốt lên đạn trên 50.63 là kiểu gập tương tự như súng trường L1A1, cho phép súng trường có thể gập lại vừa vặn qua cửa của máy bay C-119 Flying Boxcar khi đeo theo chiều ngang cái rương.

#### FAL 50.64 (FAL PARA 3)
- Báng gấp, chiều dài nòng tiêu chuẩn 533 mm (21,0 in), hộp khóa nòng hơn bằng hợp kim nhôm ' Hiduminium '.

### Sturmgewehr 58

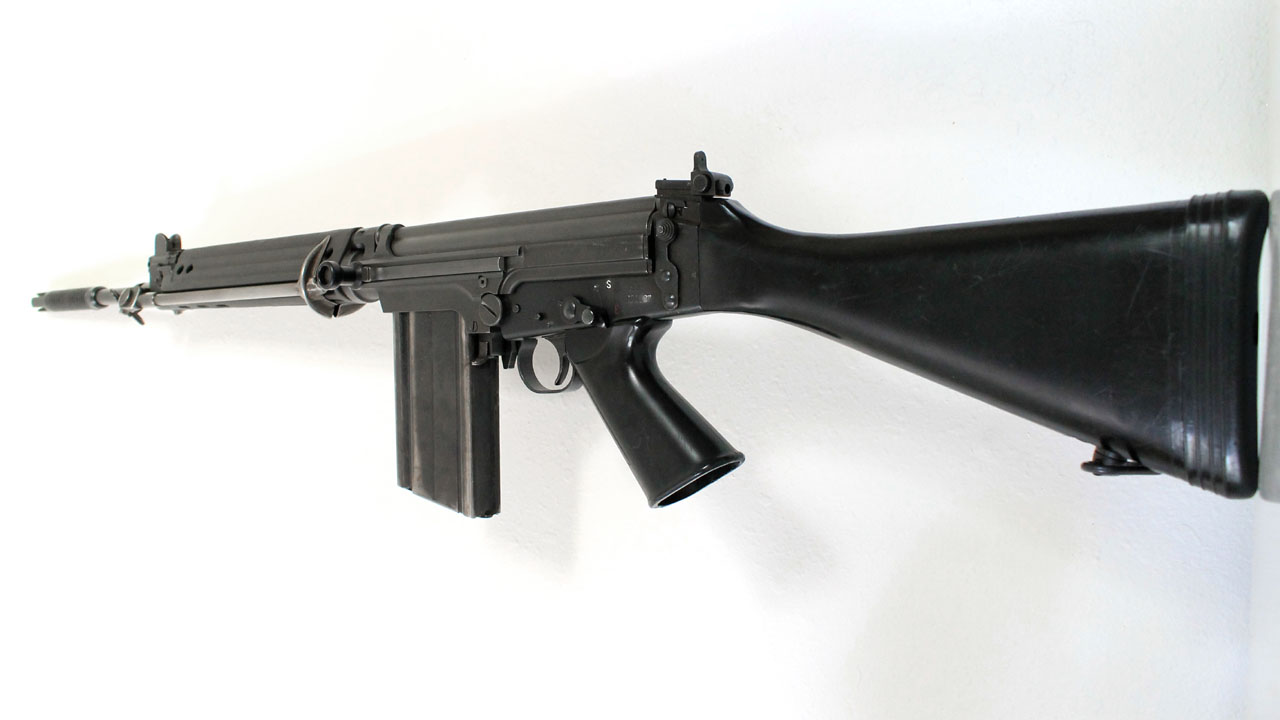
STG-58

Sturmgewehr 58 (STG 58) là một khẩu súng có thể lựa chọn chế độ bắn (bán tự động và tự động hoàn toàn). 20.000 khẩu đầu tiên được sản xuất bởi Fabrique Nationale d'Armes de Guerre -Herstal Belgique, nhưng sau đó các khẩu StG58 được sản xuất theo giấy phép của Steyr-Daimler-Puch (nay là Steyr Mannlicher), và trước đây là súng trường tiêu chuẩn của Österreichisches Bundesheer (Quân đội Liên bang Áo). Nó thực chất là phiên bản FAL do người dùng tùy chỉnh và vẫn đang được sử dụng, chủ yếu là vũ khí khoan trong quân đội Áo. Nó được chọn trong một cuộc thi năm 1958, đánh bại CETME và AR-10 của Tây Ban Nha.
Hầu hết STG 58s có nét đặc trưng bằng một bipod gấp, và khác với FAL bằng cách sử dụng một báng nhựa chứ không phải gỗ nhằm giảm trọng lượng trong sản xuất hàng loạt(mặc dù một số khẩu sản xuất trong gia đoạn ban đầu sử dụng báng gỗ). Các khẩu súng có thể được phân biệt với các khẩu sảng xuất bởi Bỉ hoặc Argentina có thể đi kèm đèn pin và súng phóng lựu.
Những khẩu StG 58 do Steyr sản xuất có nòng rèn búa được coi là loại nòng tốt nhất so với với bất kỳ FAL nào. Một số khẩu StG58 có các sửa đổi được thực hiện cho bộ phận lựa chọn chế độ bắn để loại bỏ tùy chọn bắn hoàn toàn tự động, khiến cho bộ phận lựa chọn chế độ chỉ có các vị trí an toàn và bắn phát một. StG 58 đã được thay thế bằng Steyr AUG vào năm 1977, mặc dù StG 58 đã phục vụ với nhiều đơn vị là súng trường phục vụ chính đến tận những năm 1980.

### Olin / Winchester FAL
Một biến thể bán tự động, hai nòng được sử dụng cỡ đạn 5.56mm "Duplex" trong Dự án SALVO. Vũ khí này được thiết kế bởi Stefan Kenneth Janson, người trước đây đã thiết kế súng trường EM-2.

### Armtech L1A1 SAS
Công ty Armtech của Hà Lan đã chế tạo L1A1 SAS, một biến thể carbine của L1A1 với chiều dài nòng súng là 290 mm (11,4 inch).  Điều này tương tự như các carbines L1A1 nòng ngắn được sử dụng bởi lực lượng ANZAC tại Việt Nam.

### DSA FAL (DSA-58)
Hãng DSA (David Selvaggio Arms) ở Mỹ sản xuất một bản sao của FAL có tên DSA-58 được sản xuất với cùng thiết bị dây chuyền sản xuất Steyr-Daimler-Puch như StG-58. Nó đi kèm với một thùng 406 mm (16 in), 457 mm (18 in) hoặc 533 mm (21 in), một máy thu thấp hơn bằng hợp kim nhôm, và các bộ phận chính của súng làm bằng thủy tinh nylon cải tiến. Các biến thể của khẩu này trên thị trường dân sự là bán tự động, nhưng đối với khách hàng là quân đội hay lực lượng thực thi pháp luật thì có thể mua các mẫu có chế độ tốc độ hoàn toàn tự động là 750 phát / phút. DSA-58 có thể sử dụng bất kỳ băng đạn nào tích hợp được của khẩu FN FAL, các băng đạn trên gồm các loại chứa 5, 10, 20 và 30 viên.
- DSA-58 OSW (Operational Special Weapon) là một phiên bản của biến thể FAL PARA. Khẩu súng có báng gấp polymer của khẩu FAL PARA, nòng ngắn hơn (279 mm (11 inch) hoặc 330 mm (13 inch)) và có khả năng chọn chế độ bắn. Ốp lót tay của súng được lắp thêm ray picatinny để lắp phụ kiện hỗ trợ tùy người sử dụng.
- DSA-58 CTC (Compact Tactical Carbine) là một phiên bản carbine của FAL. Khẩu súng cũng có báng gấp polymer của khẩu FAL PARA, nòng ngắn hơn 413 mm (16,25 inch) và chế độ bắn tùy chọn Chiều dài tổng thể: 927 mm (36,5 inch) Trọng lượng: 3,74 kg (8,25 lbs).

### Các biến thể FN khác
- FN Universal Carbine (1947): Một nguyên mẫu FAL đầu tiên được đặt trong khoang Kurz 7,92 × 33mm. Vòng Kurz 7.92mm được sử dụng làm chỗ giữ cho các hộp mực tầm trung trong tương lai đang được phát triển bởi Anh và Hoa Kỳ vào thời điểm đó.
- FAL.280 Carbine tự động (SLR) thử nghiệm, Model dài (1951) : Một biến thể FAL được đặt trong khoang thử nghiệm.280 British [7.2 × 43mm]. Nó được thiết kế cho một cuộc thi tại Aberdeen Provingground, Aberdeen, Maryland. Mặc dù "bullpup" EM-2 đã làm rất tốt, nhưng các nhà quan sát Mỹ đã phản đối rằng vòng đạn cỡ nòng.280 có sức mạnh và tầm bắn của một viên đạn cỡ trung bình.30. Các nhà quan sát người Anh đổi lại tuyên bố chiếc T65 thử nghiệm cỡ 30,30[7.62 × 51mm] quá mạnh để điều khiển trong hỏa lực tự động. Anh đã buộc phải từ bỏ viên đạn.280 đầy hứa hẹn và sử dụng T65 cỡ nòng.30 cỡ nòng do Mỹ thiết kế làm hộp mực 7.62 × 51mm NATO. EM-2 không thể được kiểm tra lại cho hộp đạn dài hơn và mạnh hơn và người Mỹ chưa có một khẩu súng trường phục vụ riêng. Anh và Canada đã sử dụng FN FAL 7.62mm của Bỉ thay vào đó là Súng trường tự nạp L1A1 (SLR).
- FAL.280 Carbine tự động thử nghiệm, Model ngắn (1951): Phiên bản khung bullpup của FAL được đặt trong.280 của Anh được thiết kế để cạnh tranh với súng trường bullpup EM-1 và EM-2 của Anh. Nó cũng đã được chứng minh tại các thử nghiệm Aberdeen Provingground, nhưng không bao giờ được đưa vào sản xuất hoàn chỉnh.

## Sản xuất và sử dụng
FAL đã được sử dụng bởi hơn 90 quốc gia và khoảng bảy triệu khẩu đã được sản xuất.  Các khẩu FAL ban đầu được sản xuất bởi Fabrique Nationale de Herstal (FN) tại Liège, Bỉ, nhưng nó cũng đã được sản xuất theo giấy phép tại mười lăm quốc gia khác.  Tính đến tháng 8 năm 2006, các mẫu mới vẫn được sản xuất bởi ít nhất bốn nhà sản xuất khác nhau trên toàn thế giới.
Một phân họ đặc biệt là các phiên bản sử dụng hệ inch được sản xuất tại Vương quốc Anh và Úc (dưới tên gọi súng trường tự nạp L1A1 hoặc SLR) và ở Canada là C1. FAL kích thước tiêu chuẩn được sản xuất tại Nam Phi (nơi được gọi là R1), Brazil, Israel, Áo và Argentina. Cả hai phiên bản SLR và FAL cũng được Ấn Độ sản xuất mà không có giấy phép.
Mexico đã lắp ráp các linh kiện do FN sản xuất thành súng trường hoàn chỉnh tại kho vũ khí quốc gia của mình ở Mexico City. FAL cũng được xuất khẩu sang nhiều nước khác, chẳng hạn như Venezuela, nơi một ngành công nghiệp vũ khí nhỏ đã sản xuất một số biến thể về cơ bản không có sự sửa đổi, cũng như đạn dược. Theo tiêu chuẩn hiện đại, một nhược điểm của FAL là hộp khóa nòng khó chế tạo, khóa nòng phức tạp. Một số giả thuyết cho rằng chuyển động của cơ cấu khóa nòng nghiêng có xu hướng trở lại khác nhau với mỗi lần bắn, ảnh hưởng đến độ chính xác vốn có của vũ khí, nhưng điều này đã được chứng minh là sai. Hộp khóa nòng của FAL được chế tạo bằng phương pháp phay, trong khi hầu hết các súng trường quân sự hiện đại khác sử dụng kỹ thuật dập hoặc đúc nhanh hơn. FAL hiện đại có nhiều cải tiến so với những sản phẩm do FN và các nhà sản xuất khác  vào giữa thế kỷ 20.

### Argentina
Các lực lượng vũ trang Argentina đã chính thức chấp nhận FN FAL vào năm 1955, nhưng những khẩu FAL không đến Argentina cho đến mùa thu năm 1958. Sau đó, vào năm 1960, việc sản xuất FAL được cấp phép bắt đầu và tiếp tục cho đến giữa những năm 1990, khi nó bị ngừng sản xuất. Trong năm 2010, một dự án hiện đại hóa tất cả số lượng FAL hiện có và sản xuất một số lượng không xác định trong số chúng đã được phê duyệt. Dự án này được gọi là FAL M5.
Các khẩu FAL của Argentina được sản xuất bởi kho vũ khí FM thuộc sở hữu của chính phủ (Fabricaciones Militares) tại Fábrica Militar de Armas Portátiles "Domingo Matheu" (FMAP "DM") ở Rosario. Từ viết tắt "FAL" được giữ nguyên, bản dịch của nó là "Fusil Automático Liviano", (Súng tự động hạng nhẹ). Vũ khí sản xuất bao gồm các phiên bản "Tiêu chuẩn" và "Para" (gấp mông). Súng trường quân sự được sản xuất với tùy chọn bắn tự động hoàn toàn. Súng trường thường được gọi là FM FAL, với thương hiệu "Fabricaciones Militares" (FN và FM có thỏa thuận cấp phép và sản xuất lâu dài). Một phiên bản nòng dày, được gọi là FAP (Fusil Automático Pesadohoặc súng trường tự động hạng nặng) cũng được sản xuất cho các lực lượng vũ trang, được sử dụng làm súng máy hạng nhẹ cấp tiểu đội. FAL 'nòng dày' của Argentina, cũng được sử dụng bởi một số quốc gia khác, được phát hiện là thường xuyên gặp phải lỗi không nạp được sau khi bắn hai viên đạn từ một băng đạn đầy khi ở chế độ tự động.
Một phiên bản của FALMP III sử dụng cỡ đạn 5,56×45mm NATO được phát triển vào đầu những năm 1980. Nó sử dụng băng đạn M16 nhưng một phiên bản được gọi là FALMP III 5.56mm type 2 được sử dụng băng đạn Steyr AUG. Các Fara 83 (pháo binh Automático República Argentina) đã thay thế súng trường FAL quân đội Argentina của. Thiết kế mượn các tính năng từ FAL như hệ thống gas và báng gấp. Nó dường như được tham khảo ở một mức độ nào đó bởi các khẩu súng trường khác (Beretta AR70 / 223, M16 và Galil). Một số lượng ước tính từ 2.500 đến 3.000 khẩu đã được sản xuất để thử nghiệm thực địa, nhưng việc cắt giảm chi tiêu quân sự đã khiến dự án bị dừng vào giữa những năm 1980.
Ngoài ra còn có một phiên bản chỉ bán tự động, FSL, dành cho thị trường dân sự. Những thay đổi về luật pháp năm 1995 (cụ thể là ban hành Nghị định của Tổng thống số 64/95) đã áp đặt lệnh cấm thực tế đối với "vũ khí tấn công bán tự động". Ngày nay, có thể mất đến hai năm để có được giấy phép sở hữu một khẩu FSL. Các khẩu FSL đã được trung bị với báng cố định hoặc gấp, các chi tiết bằng nhựa và điểm tham quan chỉnh hình.
FALs Argentina đã thấy hành động trong Chiến tranh Falklands (Chiến tranh Falklands-Malvinas / Nam Đại Tây Dương), và trong các hoạt động gìn giữ hòa bình khác nhau như ở Síp và Nam Tư cũ. Các FAL do Rosario sản xuất được cho là đã được xuất khẩu sang Bolivia (năm 1971), Colombia, Croatia (trong các cuộc chiến ở Nam Tư cũ trong những năm 1990), Honduras, Nigeria (điều này chưa được xác nhận, hầu hết các khẩu FAL của Nigeria là từ FN ở Bỉ hoặc các khẩu L1A1 do Anh sản xuất), Peru và Uruguay (theo báo cáo cũng đã giao một số FALs do IMBEL sản xuất ở Brazil). FALs Argentina đã bị vô hiệu hóa từ hàng ngàn người bị bắt trong Chiến tranh Falklands được sử dụng bởi các lực lượng của Anh như một phần tải trọng của người lính trong một số khóa huấn luyện chạy trên đất công ở Anh.
Thủy quân lục chiến Argentina, một bộ phận của Hải quân Argentina, đã thay thế FN / FM FAL trong các đơn vị tiền tuyến bằng các khẩu M16A2 của Mỹ. Quân đội Argentina đã bày tỏ mong muốn có được ít nhất 1.500 khẩu súng trường mới được sử dụng cỡ đạn 5,56 × 45mm NATO SS109 / US M855 (.223 Remington), được sử dụng chủ yếu bởi các đội quân gìn giữ hòa bình của họ khi triển khai ở nước ngoài.
Cơ quan Tình báo Trung ương Hoa Kỳ (CIA) đã bí mật mua vài nghìn khẩu súng trường FAL của Argentina vào năm 1981, được cung cấp cho nhóm phiến quân Nicaragua Contras. Những khẩu súng trường này đã xuất hiện trên khắp Trung Mỹ được sử dụng với các tổ chức khác.
Những khẩu súng trường này hiện đang được hiện đại hóa theo tiêu chuẩn mới, FAL M5 (hoặc FAL V), sử dụng các bộ phận polymer để giảm trọng lượng, và có đường ray Picatinny và giá treo quang để mang phụ kiện, tạo ra các biến thể này:
- FAMTD: Fusil Argentino Modelo Tirador Destacado - Cañón Pesado (Súng trường Marksman được chỉ định của Argentina - Nòng súng nặng), biến thể DMR. Nó có tầm bắn 650 mét.
- FAMTD: Fusil Argentino Modelo Tirador Destacado - Cañón Liviano (Súng trường Marksman được chỉ định của Argentina - Thùng sáng), Nó có một bipod ánh sáng, kính viễn vọng (10 × 50) với khớp nối cho tầm nhìn ban đêm, một hệ thống gắn trên đỉnh mới cho ứng dụng được trích dẫn ở trên và một đầu xi lanh với hỗ trợ tinh thần.
- FAMA: Fusil Argentino Modelo Asalto (Mô hình súng trường tấn công Argentina), đây là phiên bản súng trường tấn công, sử dụng đạn 7.62. Nó có tốc độ 700 vòng mỗi phút và có chiều dài 591 mm. Có thể kết hợp chế độ xem ba chiều, đèn pin laser, báng cầm chiến thuật hoặc súng phóng lựu 40 mm.
- FAMCa: Fusil Argentino Modelo Carabina (Kiểu súng trường Carbine của Argentina), đây là biến thể carbine.

### Brazil
Brazil đã nhận một số lượng nhỏ súng trường FAL do FN sản xuất để đánh giá vào đầu năm 1954. Thực nghiệm được thực hiện với FN  từ năm 1958 đến 1962. Sau đó, vào năm 1964, Brazil đã chính thức sử dụng súng trường M964. Sản xuất được cấp phép bắt đầu ngay sau đó tại Indústria de Material Bélico do Brasil (IMBEL), ở Itajubá ở bang Minas Gerais. Phiên bản báng gấp được định danh M964A1. Vào cuối những năm 1980 / đầu những năm 1990, IMBEL đã sản xuất khoảng 200.000 khẩu súng trường M964. FALs Brazil sau này có Loại 3. Mẫu FAL đầu tiên tạo ra FAL cho Brazil là các mẫu FN 1964 điển hình với hộp khóa nòng Loại 1 hoặc Loại 2, báng bằng nhựa, tay cầm và súng lục, chóp bù giật 22 mm để phóng lựu và tay cầm bằng nhựa "D". FALs do Brazil sản xuất được cho là đã được xuất khẩu sang Uruguay. Một phiên bản nòng dày hơn, được gọi là FAP (Fuzil Automático Pesado, hoặc súng trường tự động hạng nặng) cũng được sản xuất cho các lực lượng vũ trang, được sử dụng làm súng máy hạng nhẹ cấp tiểu đội.

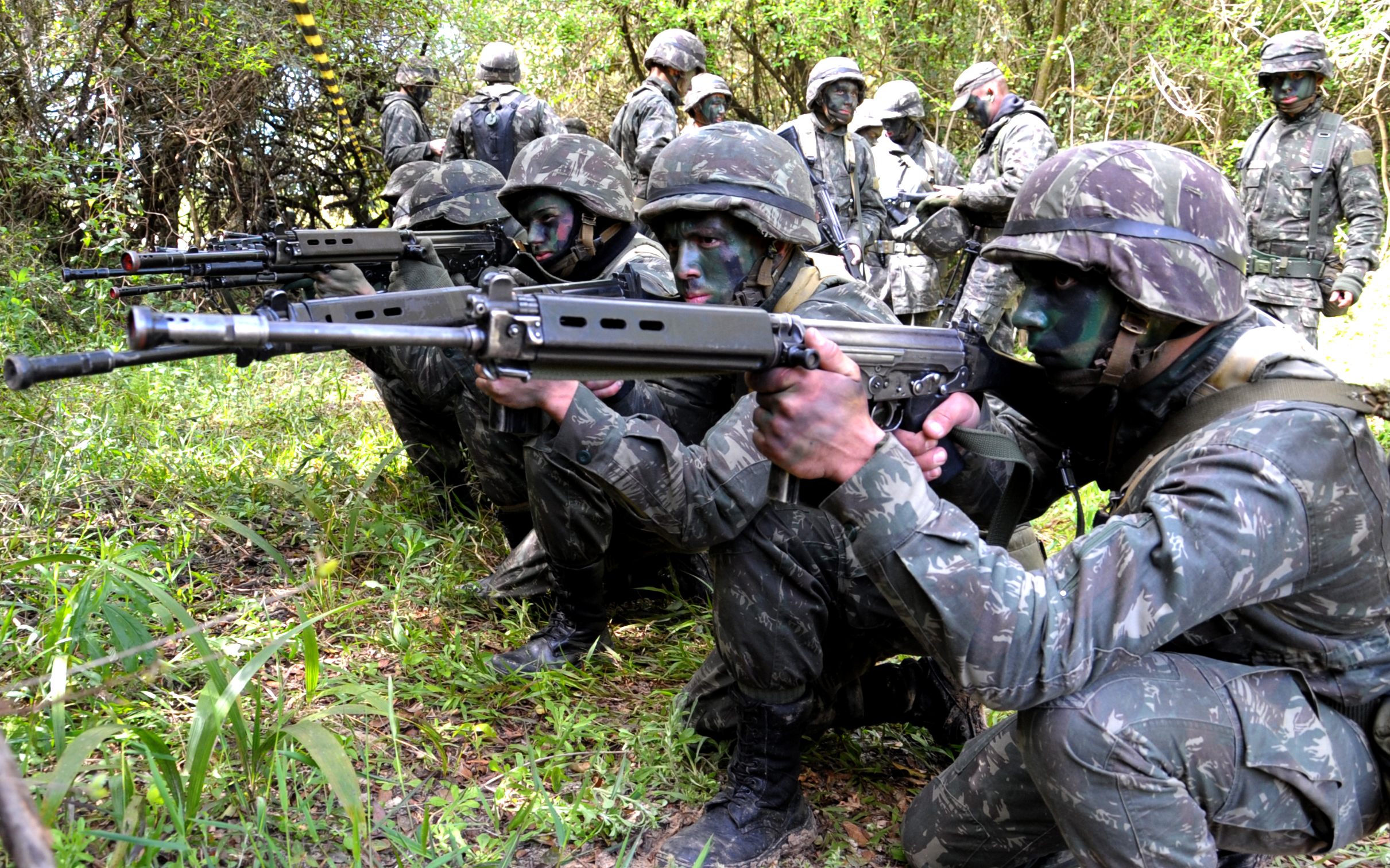
Binh sĩ quân đội Brazil với khẩu FAL tại Santa Maria, Rio Grande do Sul.

Súng trường tiêu chuẩn theo kế hoạch của Brazil là sự sửa đổi của khẩu FAL với cỡ đạn 5,56×45mm NATO. Được biết đến với tên gọi súng trường tấn công MD-2 và MD-3, nó cũng được sản xuất bởi IMBEL. Nguyên mẫu đầu tiên, MD-1, xuất hiện vào khoảng năm 1983. Năm 1985, MD-2 được giới thiệu bởi Quân cảnh và chấp nhận vào biên chế. Cỡ đạn 5,56×45mm NATO mới của nó sang một bên, MD-2 / MD-3 vẫn rất giống với FAL và bên ngoài giống với nó, những thay đổi bao gồm thay đổi trong hộp khóa nòng, được thay thế bằng thoi lên đạn kiểu M16. MD-2 và MD-3 sử dụng băng đạn STANAG, nhưng có các loại báng khác nhau. MD-2 có báng gấp bên giống FN 50,63 'para', trong khi MD-3 sử dụng cùng một loại báng polymer cố định của FAL tiêu chuẩn.
Tuy nhiên, súng trường tiêu chuẩn hiện tại của Brazil là súng trường tấn công dựa trên FAL của Brazil với các phiên bản 5,56×45mm NATO và 7,62×51mm NATO, với các biến thể súng trường tấn công và carbine, bao gồm súng trường bắn tỉa và CQB, được gọi là IA2, cũng do IMBEL sản xuất.
Cùng với súng trường tấn công IA2, MD-2 và MD-3, Brazil sản xuất M964A1 / Pelopes (Trung đội tác chiến đặc biệt), với nòng 11 ", dây súng 3 điểm và ray Picatinny với đèn pin chiến thuật và kính ngắm.
Quân đội Brazil đã chính thức sử dụng FAP (Fuzil Automático Pesado, hoặc súng trường tự động hạng nặng) làm súng máy hạng nhẹ cho đến năm 2013/2014, khi FN Minimi được thông qua để thay thế. Thủy quân lục chiến và Không quân cũng đã thông qua Minimi để thay thế FAP.
IMBEL cũng sản xuất một phiên bản bán tự động của FAL cho Springfield Armory, Inc. (không bị nhầm lẫn với Springfield Armory của quân đội Hoa Kỳ), được bán ở Mỹ với tên SAR-48 (mẫu tiêu chuẩn) và SAR-4800 (được thực hiện sau năm 1989 với một số tính năng quân sự được loại bỏ để tuân thủ luật pháp mới), bắt đầu từ giữa những năm 1980. IMBEL Các hộp khóa nòng do IMBEL sản xuất được nhiều thợ chế tạo súng ở Mỹ săn tìm để chế tạo các khẩu FAL từ các bộ phận lẻ.
IMBEL năm 2014 đã cung cấp FAL trong 9 phiên bản:
- M964, độ dài bán tự động tiêu chuẩn và tự động hoàn toàn.
- M964 MD1, bán tự động nòng ngắn và tự động hoàn toàn.
- M964 MD2, chỉ bán tự động chiều dài tiêu chuẩn.
- M964 MD3, chỉ bán tự động nòng ngắn.
- M964A1, báng gấp nòng tiêu chuẩn với chế độ bắn bán tự động và tự động hoàn toàn.
- M964A1 MD1, báng gấp nòng ngắn với chế độ bắn bán tự động và tự động hoàn toàn.
- M964A1 MD2, báng gấp nòng tiêu chuẩn bán tự động.
- M964A1 MD3, báng gấp nòng ngắn bán tự động.
- M964A1 / Pelopes, nòng ngắn với chế độ bán tự động và tự động hoàn toàn với đường ray Piccatinny.

Hiện tại, Quân đội Brazil và Thủy quân lục chiến vẫn sử dụng FAL làm súng trường chính của họ, vì nhiều binh sĩ chưa được cấp IA2.

### Đức
Các khẩu FAL đầu tiên của Đức là từ một đơn đặt hàng vào cuối năm 1955 / đầu năm 1956, cho hàng ngàn khẩu FN FAL được gọi là "Canada" với báng, tay cầm và ốp lót bằng gỗ và loa che lửa. Những khẩu này này được sử dụng bởi Bundesgrenzschutz (biên phòng) chứ không phải Bundeswehr (lục quân) mới thành lập, lúc đó đã sử dụng các khẩu súng M1 Garand và M1 carbine. Tuy nhiên, vào tháng 11 năm 1956, Tây Đức đã đặt hàng 100.000 FAL bổ sung, được chỉ định là G1 (Gewehr 1), cho quân đội. FN đã sản xuất súng trường cho đơn hàng này trong khoảng thời gian từ tháng 4 năm 1957 đến tháng 5 năm 1958. Các tùy chỉnh của khẩu G1 bao gồm ốp lót tay bằng kim loại và chân gống gập, giống với phiên bản sử dụng bởi Áo. Tuy nhiên cả Áo và Tây Đức đều không sử dụng mẫu nòng dày của khẩu FAl như súng máy hạng nhẹ, mà thay vào đó sử dụng khẩu MG3 (phiên bản hiện đại hóa của khẩu MG42 sử dụng cỡ đạn 7,62×51mm NATO) as its súng máy đa chức năng.
G1 đã được sử dụng bởi Bundeswehr của Tây Đức trong một thời gian tương đối ngắn vào cuối những năm 1950 và đầu những năm 1960, trước khi chúng được thay thế bằng súng trường CETME Modelo 58 của Tây Ban Nha vào năm 1959 (được chế tạo tại Đức vào năm 1959 với tên gọi súng trường Heckler & Koch G3). G1 có ốp lót tay bằng kim loại dập giống với bộ phận được sử dụng trên Stg 58 (Sturmgewehr 58) của Áo, cũng như FAL của Hà Lan và Hy Lạp, nó mỏng hơn một chút so với các ốp lót tay bằng gỗ hoặc nhựa tiêu chuẩn, và có các đường ngang chạy gần như toàn bộ chiều dài của chúng. G1 cũng được trang bị một loa che lửa có thể tháo rời. Lý do chính cho việc thay thế G1 ở Đức là việc người Bỉ từ chối cấp giấy phép sản xuất vũ khí ở Đức. Nhiều khẩu FAL G1 đã được bán cho Thổ Nhĩ Kỳ sau khi bị loại biên khỏi biên chế của Đức. Đáng chú ý là thực tế G1 là biến thể FAL đầu tiên có đầu ruồi thấp hơn 3 mm được Đức yêu cầu cụ thể, các phiên bản trước đó có tầm nhìn loại Commonwealth cao hơn cũng được thấy trên các mẫu của Israel.

### Hy Lạp
Súng trường FN FAL được sản xuất tại Bỉ đã được Quân đội Hy Lạp thông qua trước khi sử dụng súng trường Heckler & Koch G3 được sản xuất theo giấy phép của Hellenic Arms Industry. Trong một vài năm, súng trường FN FAL cũng được sản xuất theo giấy phép của nhà máy PYRKAL của Hy Lạp. Súng trường FN FAL và FALO được sử dụng bởi Lực lượng đặc biệt của Quân đội Hy Lạp và Quân đoàn IV từ năm 1973 đến 1999, và vẫn được sử dụng bởi Lực lượng bảo vệ bờ biển Hy Lạp.

### Israel
Sau Chiến tranh Ả Rập – Israel 1948, Lực lượng Phòng vệ Israel (IDF) đã phải khắc phục một số vấn đề hậu cần, là kết quả của nhiều loại súng cũ. Năm 1955, IDF đã sử dụng súng tiểu liên Uzi do IMI sản xuất. Để thay thế súng trường Karabiner 98k của Đức và một số súng trường Lee-Enfield của Anh, IDF đã quyết định trong cùng năm đó sẽ áp dụng FN FAL làm súng trường bộ binh  tiêu chuẩn của họ, dưới tên Rov got Mitta'enn hoặc Romat(Ž TOUR מ"ט), tên viết tắt của "Súng trường tự nạp". Phiên bản FAL do IDF đặt hàng có hai biến thể cơ bản, cả súng thường và nòng nặng (súng trường tự động), và sử dụng cỡ đạn 7,62×51mm NATO. Một lỗi phổ biến với FAL nòng dày được sử dụng bởi một số quốc gia khác, FAL 'nòng nặng' của Israel (được gọi là Makle'a Kal, hoặc Makleon) được phát hiện là thường xuyên gặp phải lỗi khi cho nập đạn sau khi bắn hai viên đạn từ một băng đạn đầy đủ khi ở chế độ tự động. FAL của Israel ban đầu được sản xuất dưới dạng súng trường chọn chế độ bắn, mặc dù các phiên bản súng trường nòng nhẹ sau đó đã được thay đổi thành chỉ có thể bắn bán tự động. Các mẫu của Israel có thể được phân biệt bởi một bộ phận bảo vệ đặc biệt với phần kim loại được đục lỗ phía trước và phần gỗ phía sau không giống như hầu hết các FAL khác về hình dạng, và các lỗ ngắm kiểu 'Commonwealth' cao hơn lỗ ngắm được sử dụng bởi Israel. Israel sử dụng rộng rãi lựu đạn súng trường, đặc biệt là AT 52 thường được thấy trong các bức ảnh với FAL.
FAL của Israel lần đầu tiên được sử dụng thực chiến với số lượng tương đối nhỏ trong cuộc khủng hoảng kênh đào Suez năm 1956, Chiến tranh sáu ngày vào tháng 6 năm 1967, Chiến tranh tiêu hao năm 1967 cho đến năm 1970, đó là súng trường tiêu chuẩn của Israel. Trong Chiến tranh Yom Kippur tháng 10 năm 1973, nó vẫn được sử dụng như một khẩu súng trường tiêu chuẩn của Israel, mặc dù sự chỉ trích ngày càng tăng cuối cùng đã dẫn đến việc loại biên vũ khí này. Lực lượng Israel chủ yếu được cơ giới hóa trong tự nhiên; FAL dài và nặng đã làm chậm các cuộc tập trận triển khai và tỏ ra cực kỳ khó khăn trong trong không gian chật hẹp của một chiếc xe. Ngoài ra, các lực lượng Israel đã ghi nhận nhiều trường hợp FAL kẹt đạn do cát và bụi xâm nhập đặc thù vào chiến tranh sa mạc Trung Đông, đòi hỏi phải tháo gỡ và làm sạch súng trường nhiều lần, đôi khi trong khi đang chiến đấu.  Trong giai đoạn sau của Chiến tranh Yom Kippur, nột số trường hợp một số binh sĩ Israel đã đổi FAL của họ để lấy khẩu AK-47 của Liên Xô, một khẩu đáng tin cậy hơn nhiều từ những người lính Ả Rập đã chết và bị bắt . Mặc dù IDF đã đánh giá một vài khẩu súng trường FAL đã được sửa đổi với các khe thoát cát trong thoi nạp đạn và hộp khóa nòng (vốn là một phần của thiết kế Commonwealth L1A1 / C1A1), tỷ lệ trục trặc không cải thiện đáng kể.  FAL của Israel cuối cùng đã được thay thế bằng M16 và Galil (vũ khí dựa trên súng trường Kalashnikov của Liên Xô, và sử dụng cỡ đạn 5,56×45mm NATO hoặc 7,62×51mm NATO),  mặc dù FAL vẫn được sản xuất trong Israel cho đến năm 1986.

### Rhodesia
Giống như hầu hết những thuộc địa Anh thời bấy giờ, Nam Rhodesia đã trang bị cho lực lượng an ninh của mình khẩu L1A1, hay SLR của Anh vào đầu những năm 1960. Sau tuyên bố độc lập từ Anh vào năm 1965, các khẩu súng mới không thể được mua từ Anh, do đó, FN của Bỉ và R1 của Nam Phi đã được nhập khẩu thay thế. Những khẩu L1A1 cũ sau đó đã chuyển giao cho Cảnh sát Nam Phi của Anh và tới một đội quân lãnh thổ ở mức độ thấp hơn trong Trung đoàn Rhodesia.
Trong Chiến tranh du kích Rhodesia, các lực lượng an ninh đã trang bị một số FN tiêu chuẩn với loa che lửa tùy chỉnh để giảm độ giật khi bắn hoàn toàn tự động. Lực lượng an ninh Rhodesian hiếm khi sử dụng FN với ché độ tự động và được huấn luyện để sử dụng "chạm hai lần" vào bán tự động trong chiến đấu, vì hỏa lực tự động được coi là một sự lãng phí đạn dược. Tuy nhiên, một số binh sĩ đã từ chối các thiết bị này, họ tuyên bố đã làm đảo lộn sự cân bằng của vũ khí trong hành động gần gũi.  Trong chiến trường, FAL thường được coi là vượt trội so với các loại súng Kalashnikov hoặc SKS của Liên Xô được thực hiện bởi quân nổi dậy PF do cộng sản hậu thuẫn.
Các lệnh trừng phạt thương mại và sự giảm dần hỗ trợ của Nam Phi trong những năm 1970 đã dẫn đến tình trạng thiếu hụt nghiêm trọng.  Do đó, các lô hàng của Heckler & Koch G3  đã được nhập từ Bồ Đào Nha, mặc dù các lực lượng an ninh coi những thứ này kém tin cậy hơn FAL. Sau khi Robert Mugabe lên nắm quyền vào năm 1980, các khẩu FAL còn lại của Rhodesia đã được chuyển cho Zimbabwe, quốc gia kế nhiệm của nó. Để đơn giản hóa việc bảo trì và hậu cần, vũ khí ban đầu vẫn là súng trường phục vụ tiêu chuẩn trong Lực lượng Quốc phòng Zimbabwe. Người ta dự đoán rằng sẽ có thêm đạn 7,62x51mm NATO được nhập khẩu để bù đắp sự thiếu hụt hiện có, nhưng một hành động phá hoại được thực hiện chống lại các kho dự trữ của Quân đội Rhodesia khiến điều đó không thành hiện thực. Zimbabwe đã kịp thời bổ sung hàng tồn kho còn sót lại bằng vũ khí của Liên Xô và Bắc Triều Tiên.

### Nam Phi
FAL được sản xuất theo giấy phép  tại Nam Phi bởi Lyttleton Engineering Works, nơi nó được gọi là R1. Súng trường đầu tiên do Nam Phi sản xuất, số sê-ri 200001, được tặng cho Thủ tướng lúc đó, Tiến sĩ Hendrik Verwoerd, bởi Armscor và hiện đang được trưng bày tại Bảo tàng Lịch sử Quân sự Quốc gia Nam Phi ở Johannesburg.

### Syria
Syria đã chấp thuận FN FAL vào biên chế vào năm 1956. 12.000 khẩu súng trường đã được mua vào năm 1957.
Nhà nước Syria đã sản xuất cỡ đạn 7.62 × 51mm  và được cho là đã mua FAL từ noi khác. Trong cuộc Nội chiến Syria, FAL từ nhiều nguồn khác nhau, bao gồm cả Israel, đã được sử dụng bởi các lực lượng chính phủ, phiến quân, Nhà nước Hồi giáo Iraq và Levant và người Kurd. Quân đội Ả rập Syria và các lực lượng bán quân sự trung thành sử dụng nó như là một khẩu súng trường thiện xạ.  Vào cuối năm 2012, việc sử dụng cỡ đạn .308 Winchester có thể đã khiến các FAL này gặp trục trặc, do đó làm giảm sự phổ biến của vũ khí.

### Hoa Kỳ
Sau Thế chiến II và sự thành lập của NATO, đã có áp lực phải áp dụng một khẩu súng trường tiêu chuẩn cho toàn khối. FAL ban đầu được thiết kế để sử dụng các cỡ đạn trung gian, nhưng trong nỗ lực bảo đảm sự ưu ái của Mỹ, FAL đã được thiết kế lại để sử dụng đạn 7,62×51mm NATO mới được phát triển. Hoa Kỳ đã thử nghiệm một số biến thể của FAL để thay thế cho M1 Garand. Những khẩu súng trường này đã được thử nghiệm trong cuộc thi với T44, về cơ bản là phiên bản nâng cấp của khẩu Garand nguyên bản.  Mặc dù T44 và T48 cho thấy hoạt động tương tự trong các thử nghiệm,  T44, vì một số lý do, đã được chọn và Hoa Kỳ chính thức sử dụng T44 làm súng trường tiêu chuẩn M14.
Trong thời gian cuối những năm 1980 và 1990, nhiều nước dần loại biên các khẩu FAL và bán chúng theo lô cho các nhà nhập khẩu tại Hoa Kỳ. Các khẩu súng trường được nhập khẩu vào Hoa Kỳ dưới phiên bản súng hoàn toàn tự động. Khi còn ở Mỹ, FAL đã "phi quân sự hóa" (phần phía trên hộp khóa nòng bị sử đổi) để loại bỏ tính năng bắn tự động, theo quy định của Đạo luật kiểm soát súng năm 1968 (GCA 68). Đạo luật hiện tại cấm nhập khẩu các loại súng trường tự động hoàn toàn do nước ngoài sản xuất trước khi đạo luật này được ban hành. Tuy nhiên, các phiên bản bán tự động của cùng loại vũ khí đó vẫn được phép nhập khẩu cho đến khi Lệnh cấm Súng trường Tấn công Bán tự động năm 1989 có hiệu lực.
Hàng nghìn “bộ linh kiện” được bán ra với mức giá khá thấp (90 – 250 USD) cho những người chơi súng. Những người này đã lắp ráp lại các bộ linh kiện để tạo thành súng trường bán tự động hợp pháp và có thể hoạt động, sử dụng các cụm khóa nòng trên (upper receiver) bán tự động mới. Súng trường FAL vẫn còn được một số công ty trong nước sản xuất thương mại dưới dạng bán tự động, như Enterprise Arms, DSArms và Century International Arms. Century Arms đã tạo ra phiên bản bán tự động L1A1 với cụm khóa nòng trên IMBEL và các linh kiện kiểu inch-pattern dư thừa từ Enfield của Anh, trong khi DSArms lại sử dụng thiết kế FAL theo chuẩn metric kiểu Steyr. Sự khác biệt giữa chuẩn inch và chuẩn metric này khiến cho các loại súng của Century Arms và DSArms không thể thay thế linh kiện cho nhau một cách hoàn toàn.

### Venezuela
Cho đến gần đây, FAL vẫn là súng trường tieu chuẩn của quân đội Venezuela, được CAVIM sản xuất theo giấy phép. Lô súng trường đầu tiên đến Venezuela được đặt hàng sử dụng cỡ đạn 7 × 49.15mm (còn được gọi là 7 mm Liviano hoặc 7 mm Venezuela). Về cơ bản, nó là phiên bản của cỡ đạn 7 × 57mm được rút ngắn về chiều dài vỏ đạn, cỡ nòng này được phát triển bởi các kỹ sư người Venezuela và Bỉ nhằm đáp ứng với nhu cầu toàn cầu về nhu cầu của một cỡ đạn trung gian. Người Venezuela, những người đã sử dụng độc quyền đạn 7 × 57mm trong vũ khí hạng nhẹ và hạng trung của họ kể từ đầu thế kỷ 20, cảm thấy đó là một nền tảng hoàn hảo để đặt một cỡ nòng phù hợp với sự khắc nghiệtcủa địa hình Venezuela.
Kế hoạch này cuối cùng đã bị hủy bỏ, mặc dù trước đó đã đặt hàng hàng triệu viên đạn và hàng nghìn khẩu súng theo cỡ nòng này. Khi Chiến tranh Lạnh leo thang, bộ chỉ huy quân sự cho rằng cần phải thống nhất với NATO trên cơ sở địa chính trị, dù không phải là thành viên, dẫn đến việc chấp nhận sử dụng đạn 7,62×51mm NATO. 5.000 khẩu súng trong lô đầu tiên đã được thay nòng để phù hợp với loại đạn 7,62×51mm.
Khi tiến quân khải hoàn vào Havana năm 1959, Fidel Castro mang theo một khẩu FAL do FN sản xuất dành cho Venezuela, sử dụng loại đạn 7 mm Liviano.
Venezuela đã mua 100.000 khẩu súng trường tấn công AK-103 từ Nga để thay thế cho FAL cũ. Mặc dù lô hàng đầy đủ đến vào cuối năm 2006, FAL sẽ vẫn được sử dụng bởi Lực lượng Dự bị Venezuela và Lực lượng Bảo vệ Lãnh thổ.

## Các quốc gia sử dụng

BẢn đồ các quốc gia sử dụng FAL
Đang sử dụng
Từng sử dụng

### Đang sử dụng
- Angola[48]
- Argentina: Sản xuất theo giấy phép, đây là loại súng trường tiêu chuẩn của Quân đội Argentina và được sử dụng rộng rãi trong Lục quân, Không quân, cũng như đóng vai trò là vũ khí phụ trong Hải quân. Phiên bản hiện đại hóa FAL M5 ban đầu được lên kế hoạch trang bị đại trà nhưng chương trình bị đình trệ; một số lượng nhỏ súng đã được bàn giao và vẫn đang được sử dụng.[41][49] [49][50]
- Bahrain[48]
- Bangladesh:[51] Đã loại biên, hiện đang được lưu kho.[cần dẫn nguồn]
- Barbados[51]
- Belize[51]
- Bolivia[51]
- Brazil: Sản xuất trong giai đoạn 1959 tới 1984.[41]Bản mẫu:Dead Hiện được thay thế bởi IMBEL IA2.
- Burundi[52]
- Campuchia[52]
- Cameroon[52]
- Cộng hòa Trung Phi[53]
- Chad[52]
- Colombia[54]
- Cộng hòa Congo[54]
- Cộng hòa Dân chủ Congo[54]
- Costa Rica[54]
- Cyprus[54]
- Djibouti[55]
- Cộng hòa Dominica[55]
- Ecuador[55]
- Ai Cập[56]
- Eswatini[57]
- Gambia[58]
- Ghana[58]
- Guyana[58]
- Honduras[59]
- Ấn Độ: Bản sao sản xuất theo giấy phép của biến thể L1A1 7,62 mm của Vương quốc Anh, hiện vẫn còn được một số đơn vị cảnh sát sử dụng.[60][61]
- Indonesia[62][63]
- Iraq[64]
- Ireland:[59] FN FAL từng được sử dụng làm súng trường tiêu chuẩn của Lực lượng Phòng vệ Ireland từ năm 1961 đến 1989, trước khi được thay thế bởi Steyr AUG. Tuy nhiên, sau khi rút khỏi biên chế chính quy, FAL vẫn tiếp tục được trang bị cho lực lượng dự bị của Ireland cho đến đầu những năm 2000. Đáng chú ý, vào năm 2011, Quân đội Ireland đã tái biên chế một phiên bản nâng cấp và cải tiến của FN FAL để sử dụng như súng hỗ trợ bắn tỉa[65] Ngoài ra, Hải quân Ireland vẫn dùng FN FAL cho nhiệm vụ ném dây (line throwing) – một ứng dụng phi chiến đấu nhưng hữu ích trong công tác hàng hải. Đến tháng 1/2021, Lực lượng Phòng vệ Ireland thông báo rằng họ đang tìm kiếm một loại súng bắn tỉa thiện xạ mới để thay thế cho FN FAL đã nâng cấp.[66]
- Israel:[59] Được FN sản xuất và cũng được Israel Military Industries (IMI) chế tạo trong nước theo giấy phép, dưới cả hai phiên bản FAL và FALO.[29]
- Ivory Coast[67]
- Jamaica[68]
- Kenya[68]
- Kuwait[68]
- Lesotho[69]
- Liberia[70]
- Libya[71]
- Malaysia[70]
- Malta[70]
- Mexico: Sản xuất theo giấy phép.[41]
- Morocco[72]
- Mozambique[72]
- Myanmar:[72] Sử dụng những khẩu G1 đã loại biên của Đức.[73]
- Nepal[72]
- Nigeria[74][75][76][77]
- Niger[78]
- Oman[74]
- Pakistan: Sử dụng bởi quân đội Pakistan.[79]
- Panama[74]
- Papua New Guinea[74]
- Paraguay[74]
- Peru[74]
- Philippines[80]
- Qatar[81]
- Rwanda[82]
- Saint Vincent và Grenadines[82]
- Saudi Arabia[79]
- Somalia[83]
- Suriname[57]
- Syria[84]
- Tanzania[84]
- Thái Lan: Sử dụng bởi cảnh sát.[79]
- Togo[84]
- Trinidad và Tobago[84]
- Tunisia:[84] Sử dụng bởi Vệ binh Quốc gia.[cần dẫn nguồn]
- Uganda[85]
- UAE[85]
- Ukraina[86][87]
- Uruguay[85]
- Venezuela: Sản xuất theo giấy phép.[41]
- Yemen[85]
- Zambia[88]
- Zimbabwe[88]

#### Các lực lượng phi chính phủ
- Lực lượng dân chủ giải phóng Rwanda[89]
- Mặt trận giải phóng Québec: Trộm từ các kho vũ khí của Canada.[90][91]
- Nhà nước Hồi giáo Iraq và Levant[43]

### Các quốc gia từng sử dụng
- Úc: Loại biên và thay thế bởi Steyr AUG F88
- Áo: Sản xuất theo giấy phép, sử dụng bởi Lực lượng Vũ trang Áo từ 1958 đến 1977.[92][93] Thay thế bởi Steyr AUG.[41][92][93]
- Bỉ:[51] Sử dụng bởi quân đội Bỉ từ 1956 đến 1995. Thay thế bởi FN FNC.
- Botswana:[51] Loại biên vào năm 2017 và thay thế bởi SAR 21.[94]
- Canada[95]
- Chile[52]
- Croatia[96]
- Cuba: Sử dụng trong sự kiện Vịnh Con Lợn.[97]

- Katanga[98]
- Lebanon[99][100]
- Luxembourg:[68] Sử dụng  FAL có nguồn gốc từ Bỉ từ 1957 đến 1996, đưucọ thay thế bởi Steyr AUG.[cần dẫn nguồn]
- Hà Lan: Năm 1961, Quân đội Hoàng gia Hà Lan (Royal Netherlands Army) chính thức tiếp nhận FN FAL ở cấu hình bán tự động và trang bị thêm chân chống. Trong biên chế, khẩu súng được gọi là Het licht automatisch geweer (súng tự động nhẹ), nhưng thường được biết đơn giản với tên “FAL”. Điểm đặc trưng của phiên bản Hà Lan nằm ở bộ ngắm riêng biệt – phía trước có chụp bảo vệ, cùng với ốp tay trước bằng thép dập kiểu Đức. Ngoài ra, Hà Lan còn đưa vào sử dụng một biến thể bắn tỉa gọi là Geweer Lange Afstand (súng bắn xa). Phiên bản này tiêu chuẩn gắn ống ngắm quang học do hãng Artillerie Inrichtingen (Hà Lan) sản xuất, mang định danh Kijker Richt Recht AI 62, và thường không trang bị bipod. Sau đó, quân đội Hà Lan cũng tiếp nhận biến thể FAL 50.42 nòng nặng để dùng làm vũ khí tự động cấp tiểu đội, với tên định danh Het zwaar automatisch geweer .[101][102]
- Bồ Đào Nha: Năm 1960, Quân đội Bồ Đào Nha trang bị FN FAL nòng nhẹ và G1 FAL của Tây Đức cho lực lượng đặc nhiệm như Companhias de Caçadores Especiais. Trong thực tế, họ thường ưa chuộng FAL nhẹ hơn G3 do Bồ Đào Nha sản xuất, nhất là khi phục kích và tuần tra, vì FAL gọn nhẹ và cơ động hơn..[103][104]
- Rhodesia: Được cung cấp từ Nam Phi và Đức[105]
- Nam Phi:[41]Lưu kho.[106]
- Thổ Nhĩ Kỳ[107]
- Vương quốc Anh[37]
- West Germany: Từng được sủ dụng bởi Biên phòng và quân đội trước khi bị thay thế bởi Heckler & Koch G3.[108]